# Пунически войни
Пуническите войни са три войни между Древен Рим и Картаген, състояли се в периода 264 –146 г. пр.н.е. Наричат се пунически, защото римляните наричали картагенците пуни. Поводът бил борбата за сфери на влияние между Римската република и Картаген. Рим имал претенции към големите острови в Средиземно море и преди всичко към Сицилия, която попадала в сферата на влияние на Картаген. До 264 г. пр.н.е. между двете държави царял мир. Имали подписани междудържавни договори както в областта на търговията, така и в политиката. И двете държави се разраствали бързо. Римската република покорявала Апенините, а Картаген – Северна Африка. В Южна Италия и Средиземно море обаче интересите им вече се пресекли.
- Първа пуническа война (264 – 241 пр.н.е.). Военните действия се водели както на остров Сицилия, така и в днешното тунизийско крайбрежие на Африка. Войната коствала много и на двете страни, но Рим победил – завладял остров Сицилия. Решителната битка била при Егатските острови през 241 пр.н.е. Сключен бил мир. И двете страни знаели, че мирът е само отдих преди новия сблъсък. Картаген трябвало да заплати и тежка контрибуция, както и да върне римските пленници. Той бил толкова отслабен от войната, че малко по-късно римляните завладели и други два картагенски острова – Сардиния и Корсика.
- Втора пуническа война (218 – 202 пр.н.е.). Известна е с недостижимия подвиг на предвожданата от Ханибал картагенска армия, която преминава от Испания в Италия през Алпите. Загубите на Ханибал били огромни. В битката при Кана почти два пъти по-малката армия на Ханибал побеждава римляните. Ханибал успял да привлече за съюзници македонския цар Филип V, Сиракуза и някои гръцки градове. През 202 пр.н.е. се състояла битката при Зама, която Картаген загубил.
- Трета пуническа война – (149 – 146 пр.н.е.). Римската армия се съсредоточила около град Картаген. Римляните обсадили и отрязали Картаген от външния свят както по море, така и по суша. През 146 пр.н.е. след щурм Картаген бил превзет и опожарен.

Резултатът от войните било унищожението на Картаген. Рим също така придобил три нови провинции – Сицилия, Сардиния и Капитолия.
Пуническите войни са може би най-значимото събитие от античната история на света. Последиците от тях определят политическото развитие на Европа в продължение на 1600 г. – до падането на Константинопол (столицата на Източната римска империя) през 1453 г. Това е поредица от три войни, които се водят между 264 и 146 г. пр. Хр. от бързо укрепналата и експанзионистична Римска държава срещу търговската империя на Картаген. Целта им е не само постигане на господство и влияние, а и пълното унищожение на загубилия. Крайната победа определя могъществото на Рим, който за по-малко от 100 години разполага легионите си на огромна територия – от Британия до Египет.

## Картаген
Античната Картагенска държава е разположена в Северна Африка. Столицата Картаген се намира на източната страна на езерото Тунис срещу центъра на днешния град Тунис в Тунис. Неговите руини са популярна туристическа атракция. Предполага се, че държавата е основана от преселници от финикийския град Тир около 825 пр.н.е. Подчинявайки бербери (на територията на днешна Либия) и нумидийци, Картаген станал богат търговски град. Водел морска търговия с Египет, Етрурия, Финикия, Сицилия, Сардиния, Корсика. По това време е сключен и първият търговски договор с Рим. Същият бил подновен през 348 г. пр. Хр., а през 279 г. пр. Хр. по време на войната на Рим срещу цар Пир се превърнал във военен съюз срещу общ враг.
Картагенските управници явно недооценили факта, че когато пристанищата от Южна Италия, заедно със старите врагове на Картаген – Неапол и Тирент попаднат в състава на Римската държава, сами ще са спомогнали за създаването на опасен конкурент.

## Римска република
Рим не бил морска държава, но след като оглавил Западния елинистичен свят на континента, съвсем естествено насочил интересите си към Средиземно море. Сенатът (висш управляващ орган на държавата по време на републиката, определян чрез избори) открито започнал да подкрепя враговете на Картаген в Сицилия. Островът бил под вековно картагенско влияние и с големите си за онова време пристанища Сиракуза и Месана (дн. Месина) заемал ключова роля в средиземноморската търговия. Сблъсъкът станал неизбежен.
Двете държави се ръководели от столици, управлявани от граждански общини. Имали големи и добре обучени армии. Картаген разполагал с огромни финансови средства, силна флота, голяма конница и бойни слонове – новост във военното изкуство. От своя страна Рим притежавал най-добрата сухопътна армия и имал още едно немаловажно предимство – по време на войни картагенските граждани почти не се явявали на служба в армията. Благодарение на финансовото си могъщие Картаген използвал наемници – обикновено ненадежден елемент в критични моменти. Рим нямал наемници. Той противопоставил войска от граждани и съюзници, които се сражавали не по принуда или за пари, а по свободно решение на римската гражданска община.

## Причини
Конфликтът между Рим и Картаген започнал по незначителен на пръв поглед повод. През 269 г. пр. Хр. властта в Сиракуза узурпирал Хиерон ІІ. Той се провъзгласил за господар на Сицилия, като покорил някои от съседните градове. Мамертинците, които владеели град Месана, системно ограбвали съседните области и Хиерон се опитал да прекрати грабежите като обсадил града. Изправени пред тази опасност, мамертинците осъзнали, че рано или късно градът ще бъде пресечна точка в интересите на двете големи сили и за да решат локалния си проблем, те трябва да застанат на нечия страна. Една част от тях се обърнала за помощ към Картаген, който това и чакал – отрядите му дебаркирали, превзели града и настанили там свой гарнизон. За Картаген било важно да се закрепи на Месинския пролив близо до Сиракуза. Това засегнало интересите на Рим. Картаген не само контролирал корабоплаването в пролива, но можел и много лесно да свали войски на континента.
Според официалната история друга част от мамертинците поискала помощ от Рим. След известно колебание римският Сенат взел решение за война и стоварил силна войска в Сицилия. Мамертинците предали Месана и принудили картагенския гарнизон да избяга от града. Така започнала първата Пуническа война – войната за Сицилия, която продължила 23 години (264 – 241 г. пр. Хр.) почти без прекъсване.

## Първа Пуническа война (264 – 241 пр. Хр)
При това развитие на военните действия Хиерон сключил договор с Картаген, но войските им последователно били разбити. Стратегически важен, но сам слаб и обречен, Хиерон предпочел да мине на страната на римляните. Те му се сторили по-силни, а и му обещали, ако победят, не само да признаят властта му над Сиракуза, но и да разширят владенията му в Сицилия за сметка на картагенските. Сключвайки този съюз Хиерон останал верен на Рим през време на цялата война.
Картаген подценил както този съюз, така и икономическите, и военните възможности на Рим. Въпреки морското си предимство, не изпратил достатъчно войска, която още в началото да ликвидира действащите в Сицилия римски части. Допуснал да бъде изненадан от мощна римска флота, която разполагала с абордажни мостове. Това нововъведение в морския бой давало възможност на пехотата да се сражава в морето както на сушата.
Рим успял да завладее много градове в Сицилия и да нанесе редица поражения на картагенската флота – през 260 г. пр. Хр. при нос Миле, и нова морска победа през 256 г. пр. Хр. край нос Екном дала възможност за римско дебаркиране в Африка. Неочакваният десант целял да бъде превзет Картаген. Армия, начело с Атилий Регул, успешно дебаркирала на африканския бряг, разграбила голяма част от територията и наближила столицата Картаген. Но Регул не могъл да превземе града. Войската му била твърде слаба за подобна задача, а Сенатът не посмял да изпрати подкрепления от страх, че при прехвърлянето частите могат да се натъкнат на картагенския флот и да бъдат разбити. В кампанията Картаген наел спартанския военачалник Ксантип, който с помощта на наемна армия през 255 г. пр. Хр. при Тунес разбил Регул. Римският флот със спасените останки от армията бил настигнат и унищожен от буря. Само една малка част от войниците на Регул успели да се прехвърлят обратно в Сицилия.
След този неуспех римляните се отказали от морска война и Сицилия отново се превърнала в театър на военните действия. Картагенците били отблъснати към югозападния край на острова, въпреки организираната от младия им пълководец Хамилкар Барка съпротива.
През 250 г. пр. Хр. римляните построили нов флот, който през същата година победил картагенския при Панорм, но през 249 г. пр. Хр. бил разгромен при Дрепан.
След дългогодишна и изтощителна война срещу Хамилкар Барка, римските граждани финансирали строителството на друг флот. През 241 г. пр. Хр. морската победа на Рим при Егатските острови станала последното сражение в Първата Пуническа Война. Сключил се мир, в чиито условия Сицилия станала римска провинция, а Картаген трябвало да изплаща контрибуции на Рим в продължение на 10 години.

## Между Първата и Втората война
Периодът между Първата и Втората Пуническа война никак не бил спокоен. Картаген бил подложен на тежки изпитания. Наемниците, които се сражавали в Сицилия, недоволни от нередовното изплащане на заплатите, се разбунтували още с прибирането си в Африка. Към тях се присъединили берберите, нумидииците и част от финикийските градове по северния африкански бряг, защото били разорени от данъците по време на войната. Хамилкар Барка успял да потуши въстанието с много кръв и да възстанови реда в държавата. Използвайки междуособиците, сардинците се обърнали за помощ към Рим, който принудил Картаген през 238 г. пр. Хр. да му отстъпи острова. През 227 г. пр. Хр. Сардиния политически е обединен със също отстъпения без бой от Картаген остров Корсика.
Загубата на големите средиземноморски острови довела след себе си сериозни икономически последствия. Освен като пазари, Картаген загубил доставките на зърно, мед и желязо. За да се компенсират щетите било необходимо създаване на нова икономическа стратегия. Нейното реализиране възложили на Хамилкар Барка. През 237 г. пр. Хр. Картаген започнал да разширява владенията си в Испания. Придобил износа на зърнени храни, рудодобива, основал много нови градове. През 226 г. пр. Хр. бил сключен договор с Рим, който задължавал картагенците да не преминават река Ибер (Ебро) с военни намерения.
Хамилкар Барка ръководил картагенците в Испания от 236 г. пр. Хр. до 228 г. пр. Хр. Сменил го зет му Хаздрубал, който бил убит през 221 г. пр. Хр. Тогава армията избрала за свой началник Ханибал – син на Хамилкар.
Ханибал Барка (247 г. пр. Хр. – 183 г. пр. Хр.) е една от най-харизматичните личности в световната история. Той командва картагенските сили срещу Рим във Втората пуническа война (218 г. пр. Хр – 201 г. пр. Хр). В ранна възраст е заведен от баща си в Испания и възпитан в дух на непоколебима омраза към Рим. Целия си живот Ханибал посвещава на борбата срещу врага си. Той израства сред войниците. Започва като пехотинец и постепенно спечелва любовта им. Те го припознават не като син на главнокомандващ, а като един от тях. Бъдещият лидер изучава езиците на множество народности, чиито представители са наемници при баща му. Опознава психологията на наемника и манталитета на всяко племе. Воден от интуицията си, Ханибал изгражда образа на командир, уважаван дори от разнородната наемническа войска. Изучава класическите трудове на елинските военни теоретици и практиката на античните пълководци. Учи литература, философия, право. Още като младеж спечелва симпатиите на различните етноси. За балеарците той е отличен прашкар, за нумидийците – кавалерист, равен на техния предводител Махарбал. Галите се хвалят, че като тях сече с широк келтски меч. Елините с възхищение говорят за неговия чист гръцки, за изключителните му познания по гръцка философия, литература и военно дело. Иберите го считат за син на своята страна. Ханибал се превръща в неделима част от множеството жестоки и смели мъже. Командирските заповеди, суровата служба и близостта с войниците формират характера на юношата и определят по-сетнешната му съдба. Армията го избира за главнокомандващ, когато е на 26 години.
Римският Сенат не пречел на домогванията на Картаген в Испания – смятал, че така Картаген няма да има проблеми с изплащането на контрибуциите. Но Хамилкар и приемниците му се ръководели без съмнение и от мисълта за реванш. Превръщали Испания от икономическа във военна база срещу Рим. Испанските племена били известни със своята войнственост. Постепенно, било чрез военни походи, било по дипломатически път те ставали васали и съюзници на Картаген. Веднага след като поел командването, Ханибал започнал да се готви за нахлуване в Италия.
Рим също имал своите политически проблеми. Трябвало да реши въпроса с илирийските пирати, които непрекъснато ограбвали градовете по бреговете на Адриатическо море. Свободните галски племена навлезли в Северна Италия и с много усилия били отблъснати до горното течение на река По.
Въпреки сложната обстановка в Северна Италия и Адриатическо море, Рим осъзнавал, че трябва да спре развитието на Картаген в Испания. Владенията му се простирали вече до Пиренеите и Сенатът бил изложен пред угрозата да се изправи срещу силна коалиция между галите от днешна Франция, Картаген и иберийските племена. Римският военен план бил много амбициозен. За разлика от Първата пуническа война, този път сенатът подценил военните възможности на Картаген и не оценил гения на Ханибал. Рим възнамерявал да атакува на два континента – да нахлуе в Испания и да стовари войска в Африка от Сицилия, за да превземе Картаген.
През този период Ханибал взел поредица от верни стратегически решения. Той не отделил средства за строителството на флот, като преценил, че борбата за власт в Средиземно море ще се води на сушата. По този начин запазил ресурсите си за издръжка на армията. Обсадил през 219 г. пр. Хр. град Сегунд – съюзник и изходна позиция за нахлуването на Рим в Испания. След осеммесечна обсада го превзел и така дал началото на Втората Пуническа война 218 – 201 г. пр. Хр – войната за Италия.

## Втора Пуническа война (218 – 201 пр. Хр)
За да изпревари нахлуването на Рим в Африка, Ханибал с необикновена бързина повел войските си към Италия. Преминал Пиренеите с 50 000 пехотинци, 9000 конници и 37 бойни слона. Той разбил римляните през есента на 218 г. пр. Хр. при река Тицин (Тесин) и при реката Требия през декември 218 г. пр. Хр. Пътят към Италия бил открит. За да използва предимството си от мълниеносното си за онова време придвижване, Ханибал се решил на необикновен подвиг – да премине с армията си Алпите през зимата. Походът бил изключително труден и той загубил половината от числения състав на войската си, както и почти всички свой „танкове“ – от бойните слонове му останали само 6. След като излязъл в Северна Италия, Ханибал възстановил част от загубите на хора и коне от галите и започнал да си пробива път на юг, където лесно можел да получава помощ от Картаген. Той бляскаво изпълнил този план, като разбил римляните при Транзиманското езеро.
Тази загуба довела до политическо сътресение в Рим. Консулът Квинт Фабий Максим бил провъзгласен за диктатор. Фабий много добре разбирал, че държавата няма ресурс за решително сражение срещу Ханибал и избрал тактика (останала в историята с неговото име – Фабиянска) на изчакване – следял действията на противника, нападал обозите, за да разстройва снабдяването на армията, и опустошавал тила на Ханибал. Диктаторът разбирал, че при водене на продължителна война на чужда територия рано или късно врагът ще се изтощи икономически, което ще доведе до неминуемото му поражение. Но някои висши римски граждани преценили това поведение като проява на страх. След изтичане на срока Сенатът не удължил мандата на Фабий и му дал пренебрежителния прякор Мудния. Рим събрал голяма армия и пресрещнал Ханибал през 216 г. пр. Хр. при река Кана.

### Битка при Кана
Битката при Кана се превърнала в най-голямото военно поражение в историята на римската държава. Тактиката, която използвал Ханибал, и до днес се изучава във всички военни академии по света. За първи път във военната история той осъществил обкръжение на превъзхождаща го по численост армия, като дал възможност на римляните да проникнат в неговия център и затворил обръча с мобилната си конница разположена по фланговете. Тит Ливии разказва, че по време на битката Ханибал използвал и коварство. Отряд от 500 нумидийци се предали на римляните и хвърлили на земята лъковете и стрелите, с които били въоръжени. Под броните си обаче те имали скрити къси мечове. Консулът Емилий Павел, който предвождал армията, изпратил пленниците в тила. В решителния момент нумидийците извадили мечовете си и атакували римските части в гръб. Емилий Павел загубил около 50 000 бойци от 86 хилядна армия, а самият той загинал в битката. Загубите на картагенците възлизали на 6000 души.

### Южна Италия
След битката при Кана Ханибал станал господар на южна Италия и получил възможността свободно да поддържа връзки с Картаген и Испания. Използвал момента на абсолютното си превъзходство и сключил съюз с Македония – враг на Рим заради конфликт на интереси по адриатическото крайбрежие. След смъртта на Хирон ІІ по-силен на наследниците му се сторил Ханибал и Сиракуза изневерила на договора с Рим.
Въпреки тежката политическа обстановка и загубата на огромен брой граждани и съюзници, каузата на Рим не била загубена. Сенатът проявил пределна твърдост. Реабилитирал Фабий Максим като признал, че тактиката му е правилна. Мобилизирал целия човешки ресурс на римската държава – както гражданите така и робите, на които обещали свобода.
Въпреки ентусиазма след победата при Кана, Ханибал знаел, че няма сили да навлезе в областта Лациум и да превземе Рим. Нямал армия за такава задача. Дори Картаген и съюзниците да напрегнели всичките си сили едва ли би могло да бъде събрана достатъчно многобройна за целта войска. Лошо пресметната обсада на метрополията означавало гибел за Картаген. Ето защо той насочил усилията си към покоряване на съюзниците на Рим в южна и средна Италия, като провокирал Сената да му даде ново генерално сражение. Геният не се съмнявал, че то ще завърши с пълно поражение за Рим.
Квинт Фабий никога не спечелил похвалата и почестите на победител от бойното поле, но неговите методи работят на практика. Той използвал ресурсите, които Ханибал нямал на свое разположение: време, снабдителни линии, търпение и дългосрочни цели. Фабий всячески избягвал сраженията и превръщал войната във война на изтощение. Изолирал Ханибал от неговите съюзници. Мощна римска флота охранявала Адриатическо море, за да попречи на македонците да му окажат помощ. Създал силна коалиция в Гърция срещу Филип V Македонски. С подкупи и обещания отслабил влиянието на Ханибал на остров Сицилия, а през 212 г. след продължителна обсада консулът Марцел превзел Сиракуза.

#### Обсада на Сиракуза (213 – 212 пр. Хр)
Падането на Сиракуза е свързано с гибелта на един от най-великите умове в историята – Архимед. По време на обсадата той проектирал инженерните съоръжения на защитниците. Създадените от него огнехвъргачки унищожили значителна част от армията на Рим. Когато Сиракуза накрая все пак пада, Архимед бил убит от римски войник, въпреки заповедите на римския генерал, да не бъде докосван.
Ханибал ясно виждал, че само нови и решителни победи могат да наклонят везните в негова полза. Но той не разполагал вече с достатъчно голяма армия, а от Картаген не можел да получи помощ, защото се очаквал десант на африканския бряг от римляните в Сицилия. Оставали му само войските в Испания под командването на брат му Хаздрубал.
Хаздрубал успял да си пробие път до Северна Италия, но не могъл да се присъедини към брат си. През 207 г. пр. Хр. при река Метавър (местността Умбрия) той бил пресрещнат и разгромен, като сам загинал в битката с легионите.
С това поражение войната на Картаген с Рим завършила. Започнала войната на Рим с Картаген. Изгряла звездата на младия и талантлив римски пълководец Публий Корнелий Сципион. Роден през 236 г. пр. Хр., потомствен войн, той бил избран на двадесет години за военен трибун. Участвал и оцелял след битката при Кана, Сципион продължил своята военна кариера в Испания – неговите баща и дядо загинали там по време на сражение срещу Хаздрубал – и до 207 г. пр. Хр. постигнал впечатляващи успехи.

### Римска инвазия в Африка
Сенатът не могъл да победи армията на Ханибал, но постепенно го блокирал в Южна Италия. Това дало възможност на Рим да стовари войски в Африка под предводителството на Сципион. Армията му включвала два легиона ветерани (около 30 000 души), 40 военни кораба и 400 транспортни. Така през 204 г. пр. Хр. войната се пренасла на територията на Картаген. През 203 г. пр. Хр. Ханибал бил принуден да се изтегли от Италия и да защити отечеството си.
Удивително, но картагенецът Ханибал не познавал географски родината си. Той познавал Италия по-добре. През това време Сципион използвал времето си в Северна Африка, за да изгражда войските си и да печели съюзници. Преди действително да се срещне със Сципион на бойното поле, Ханибал се опитал да сключи мирен договор с римския военачалник. С това той всъщност разкрил своята уязвимост. Сципион използвал дори преговорите в своя полза, като подреждал войските си на бойното поле, докато разговарял с Ханибал.
Решителното сражение станало при Зама през 202 г. пр. Хр. Ханибал понесъл първото си поражение като загубил над 30 000 бойци. Загубите на Сципион били около 2000 души. Тази била последната битка от Втората Пуническа Война и античният свят се променил завинаги. Картаген сключил унизителен мирен договор с Рим. Трябвало да заплати огромни контрибуции, да унищожи военната си флота и да търпи ограничения във външната си политика. Владенията на Картаген в Испания станали римска провинция. Договорът сложил край на търговското надмощие на Картаген и го превърнал в обикновена земеделска държава.
Ханибал се спасил с бягство от бойното поле при Зама. Той оцелял, за да управлява Картаген известно време, докато вътрешно политически натиск го принудил да напусне страната си. Той се самоубил в изгнание през 183 г. пр. Хр.
Сципион получил правото на триумф при завръщането си в Рим и Сенатът го удостоил с честта да носи името Африкански. Той станал единствения гражданин в историята на Рим, наименуван на страната, която е завладял. Удивителното е, че той също става жертва на политически борби и също като Ханибал умира в изгнание – една година преди него (184 г. пр. Хр.).
Постепенно Картаген започнал да се възстановява икономически. Той никога вече не бил способен да достигне предишната си мощ. Останали без флота и търговски бази в Европа, картагенците насочили усилията си към африканските земи. Развивали земеделие, градинарство, скотовъдство, а град Картаген все още оставал най-голямото търговско пристанище в Северна Африка. Освен храните през него минавал и трафикът на слонова кост, метали и роби.
Рим зорко следял възраждането на врага си. Марк Порций Катон Стари бил водач на националистите в римския Сенат. Катон развивал тезата, че римските граждани са господарите на света, изграждат нов ред и за тях е пагубна дори гръцката култура. Веднъж след завръщане от Картаген той показал в Сената шепа великолепни африкански смокини. С тях той символично искал да покаже, че Картаген е опасен за Рим – износът му увреждал интересите на едрите земевладелци, които притежавали лостовете за управление в сената. Катон дотолкова бил настървен, че останал в историята като символ на безогледна омраза. Той започвал всяко свое изказване независимо от темата с думите „Преди всичко аз смятам Картаген трябва да бъде разрушен!“ (Praeterea censeo Carthaginem esse delendam!).
Доводите на Катон и сподвижниците му, че Картаген е опасен, били слаби. Врагът му нямал нито армия, нито флота, а бил въвлечен и в конфликт с бившите си съюзници на африканския бряг. Не можел да мисли за война с Рим. Въпреки това през 149 г. пр. Хр. – без повод, Сенатът стоварил войски на африканския бряг и така започнала Третата Пуническа война.

## Трета Пуническа война (149 – 146 пр. Хр)
В годините между Втората и Третата Пунически войни, Рим участва в Македонските войни, довели до установяването на римско влияние и контрол над южното Средиземноморие. Римляните също така се сражават в Илирийските войни, за да вземат надмощие в Адриатическо море. По същото време, останалият без съюзници и територии Картаген е принуден да плаща по 200 сребърни таланта годишно през следващите 50 години.
Според мирния договор, сключен в края на Втората Пуническа Война, всички териториални конфликти, включващи Картаген, трябвало да бъдат одобрени от римския Сенат и от Картаген се изисквало да получи изрично одобрение от Рим, преди да вземе участие във война, в резултат на което през последвалите 50 години между войните Картаген губи почти всичките си териториални битки, заради едностранната подкрепа от страна на Сената към римския съюзник Нумидия.
През 151 г. пр. Хр. картагенският дълг към Рим е напълно изплатен, което според картагенците значело, че споразумението губело валидност. Римляните обаче настоявали, че договорът трябва да се разглежда като постоянна декларация на картагенското подчинение, по подобие на договорите с италианските съюзници. Освен това краят на задължението премахнало една от основните причини римляните да поддържат мира с Картаген – вече нямало бъдещи плащания, които да бъдат нарушени. Римляните имали и друга причина да превземат Картаген и прилежащите му територии. Към средата на 2 век пр. Хр. населението на Рим било около 400 000 и постоянно нараствало. Изхранването на населението се превръщало във все по-голямо предизвикателство. Обработваемите земи, около Картаген представлявали най-продуктивната, най-лесно достъпната агрикултурна земя, която още не била под римски контрол.
Армията предвождал Сципион Емилиян. Интересно е, че той бил върл противник на Катон и партията му, но като потомък на военната аристокрация (доведен син на Сципион Африкански) бил възпитан в духа на подчинение на заповедите на Републиката. Картаген се защитавал героично без всякаква надежда за успех. През 146 г. пр. Хр. Сципион превзел и разрушил града, като избил голяма част от жителите му. Картаген станал част от Рим под името провинция Африка, а земите му били изкупени от римските земевладелци. Така завършва 700-годишното могъщество на античната държава Картаген.